# سينما هندوراس
 سينما الهندوراس  هي إنتاج سينمائي يتم تفعيله بجمهورية الهندوراس، كما طورت على مر التاريخ ومنذ منتصف القرن ال20 بوسائل خاصه ومستقله. وكان (صديقي أنجل) أول فيلم للهندوراس عام 1962 للسينمائي سامي كافاتي.

## تاريخها
تُعد «مجموعة حكايات» هي أول مغامرة سينمائية للروائي الإسباني إدواردو ثاماكويس، حيث تم الانتهاء من تصوير الفيلم في غضون بضعه أشهر. وبعد ما يقرب من عام على التصوير كان قد لخص إدوارد تجربة زيارته للهندوراس، قائلا: «أعطتني الهندوراس انطباعاً مماثلاً لما أعطتني إياه كلاً من جواتيمالا والسلفادور، ومماثلاً أيضاً لما اعطتنى إياه نيكاراجوا وكوستاريكا وإن كان بدرجة أقل. فكانت تلك البلدان تعيش في العصور الوسطى، حيث تتسم الزراعة والصناعة والتجارة بالبدائية».
يُعد سامي كافاتي أول سينمائي هندوراسي، حيث درس السينما في روما في أوائل 1960. كما أنتج أول عمل سينمائي له في 1962 وهو الفيلم القصير صديقي أنجل، ويُعد أول عمل سينمائي خيالي في الهندوراس، كما يُعتبر الفيلم قوة تعبيرية عظيمة في الجانبي؛ الاجتماعي والفني.
اكتمل هذا الجيل الأول من السينمائيين بالسينمائي فوسي بيندك والذي نفذ الفيلم الروائي «الملك الصغير» أو «الميرو ميرو»، فيلم الخيال الذي تأثر بالسيريالية بشدة. أخرج أيضاً كلاً منهما أفلاماً وثائقية كانت لها في الأساس أغراض تجارية، وفي الأغلب تم تمويل انتجاتهم الشخصية من قبلهم. كما استمر كافاتي في عمله بإنتاج المواقع التجاريه واكتسب على طوال حياته المهنية سلسلة من المعدات عالية الجودة للإنتاج السينمائي والتي للأسف سمحت له فقط بالعمل على اثنين من الأفلام الروائية، وهما: «المدينة الفاضله» للمخرج التشيلى راؤول رويس، وفيلم «لا توجد أرض بدون مالك». ولسؤء الحظ لم يتمكن من الانتهاء منه في حياته، لكن تم التعديل عليه والانتهاء من تصويره لاحقا، كما شارك الفيلم باحتفال في مدينة كان بفرنسا في منتصف شهر فبراير وهواحتفال مُتزامن مع مهرجان «كان» الشهير.
في السبعينات، عاد المخرجان ماريو لوبيس وفيلما مارتينس إلى الهندوراس، بعد انتهاء دراستهم في الأرجنتين. كما كان قد وصل إلى الهندوراس الفرنسي رينيه باوك، والذي عمل مع ماريو لوبيس على العديد من الافلام الوثائقية والرمزية أيضاً، كما ترأس رينيه إدارة قسم السينما في وزارة الثقافة والسياحة والاعلام، وأنتج الفيلم الوثائقى «طقوس وسحر» والذي يتحدث عن الطقوس التقليدية التي يقوم بها شعب اللينكا وقبيلة جاريفونا العرقية.
أنتج رينيه بصحبة ماريو لوبيس الفيلم الوثائقي «ذرة وكوبال وشمعة»، وفي التسعينات أخرج ماريو لوبيس منفرداً «السيدة تيتشا» والذي يتناول قصة حياة شخصية نسائية تقليدية كثيرة الصلاة والتي تنتمي لشعب اللينكا. أما باوك فأخرج الفيلم الوثائقي «التاتا ليمبيرا» ويتناول الاحتفال التقليدي للجوانكاسكو في الهندوراس الغربية.
وفى العقد الأول من القرن ال21 أخرج جيرالد أجيلار الفيلم الوثائقي «كوسونا، مكان السمك النائم».
ظهرت أيضاً في السبعينات بعض الأفلام الروائية التليفزيونية مثل:«فرانسيسكو موراسان» و«آلام المسيح»، والتي أنتجتها مجموعه سٌميت (مسرح العشرة) وفي الغالب تشكلت من قبل مذيعين عاملين في «الراديو الوطنى للهندوراس».
في عام 1989، أنتج وأخرج خافيير سواسو ميخيا «الوقت الميت»، وهو فيلم روائي من نوعية «سينما نوير»، بطولة باتريشيا راميريس وجاكي أوفرتون.
وفى التسعينات، بدأ العديد من خريجي المدرسة الدولية للسينما والتليفزيون، مرحلة جديدة من الإنتاج السمعي البصري، وكان ذلك ضمن مشروع مروج من قِبل مؤسسة السينما الجديدة لأمريكا اللاتينة. ومن هذا الجيل ظهر إسبانو دورون والذي أنتج الفيلم الروائي «أنيتا صائدة الحشرات» وأنتج أيضاً «في بلادي» وهو مقطع فيديو لكاتب الأغاني «جييرمو أندرسون»، كما اشترك في إنتاج الفيلم الروائي «المخاطرالعالية» للمخرج رينيه باوك.
أخرج فرانسيسكو أندينو الفيلم القصير «صوت أنخل»، وأنتج نولبام ميدرانو مقطع فيديو «لاتبكي أكثر» ويُعد أول بث على قناة أم.تي.في في الهندوراس.
وفي بداية القرن ال20 قام خوان كارلوس فانكوني بكتابة وإخراج «أرواح منتصف الليل» والذي كان أول فيلماً للهندوراس تستمر إعلاناته ستة أسابيع، مما مهد الطريق في دور السينما التجارية في البلد لصُنع المزيد من الأفلام الخيالية الطويلة.
تعزز إنتاج السينما منذ عام 2007 بالفيلم الروائي «حب وفاصولياء» لإيرنان بيريرا وماتيو كودات وفيلم «قليلون هم من لديهم الشجاعة» لدوجلاس مارتين وإسماعيل بيفيلاكوا وإنتاج ماريسول سانتوس. وفي السنوات الأولى من عام 2010 كان قد اكتسب الإنتاج السينمائي جودة وخبرة، وتوالى صدور العديد من الافلام الروائية مثل: «الشمس لا تشرق على الجميع» لمانويل بيا ورامون إرنانديز وفرانسيسكو أندينو، و«حظر التجول» لخافيير سواسو، و«إلكسندرا» لخوان كارلوس فانكوني، و«من يدفع الحساب» لبنخامين لوبيس.
واعتباراً من عام 2013 كان قد أُنتج على الأقل خمسين فيلما قصيرا، باختلاف أنواعهم، مما سلط الضوء على المخرجين الشباب أمثال: أنخل مالدونادو وسيسار إيرنانديس وأنخل فونيس وأليخاندرو أوسيجيرا.
وبرز تحسن في نوعية الأفلام الوثائقية ذات السياق الاجتماعي مثل:
- «المستقبل» لاوسكار استرادا- و«من قال أننا خائفون» لكاتيا لارا- و«صوت الضحايا» لجيراردو أجيلار- و«نرجس» للورا بيرموديس.
- وفي السياق التاريخي مثل: «بوصلة برج الكنيسة» لإليزابيث فيجيروا ونولبام ميدرانو.
- وإتنوغرافية مثل: «تيكين» و«أبناء تومان» لجيراردو أجيلار.

## سينما الهندوراس
قُدمت بعض الأفلام الوثائقية بين عامي 1977 و 1980 والتي تم تصويرها بعدسة 16 ملم ومولتها وزارة الثقافة والسياحة في ذلك الوقت وأخرجها سامى كافاتى وماريو لوبيس وفيلما مارتينيس (حصل كلا منهم على درجة الإخراج في الأفلام القصيرة من جامعة بوينوس أيرس، الأرجنتين) ورينيه باوك ونابوليون مارتينيس. وبرز من بين انتاجاتهم: «عالم الجاريفونا» و«ذرة وكوبال وشمعة»؛ وهذا الأخير يحكى عن فترة مُمارسة الملوك للسحر في البرازيل.
وفيما يلى بعض الأفلام التي أنتجت في الهندوراس:

### الأفلام الروائية
أول فيلم روائي أُنتج في البلد كان «لا توجد أرض بدون مالك» لسامي كافاتي والذي بدأ تصويره في الثمانينات وتوفى عام 1996 بدون استكماله ووضعت عائلته اللمسات الاخيره عليه وصدر عام 2002.
- «ارواح منتصف الليل» لخوان كارلوس فانكوني وعُرض في دور السينما في عام 2002.
- «أنيتا صائدة الحشرات» الذي أنتجته الجامعة الوطنية المستقلة في الهندوراس وبراكس للتسجيل، ومعالجة إسبانو دورون، والمنتج التنفيذي ماريسلا بوستييو، ومديرة التصوير فابيولا مالدونادو، والمدير الفني ماركو ليكونا. وأخيرا صدر في تيجوسيجالبا في عام 2002.
- «ما بعد الأمل» لفرانسيسكو أندينو عام 1998 وهوأول فيلم وثائقي يستمر مدة 35دقيقة.
- «الممسوسين» لكارلا كالديرون عام 2007.
- «أنجلينا»، قصة حب ومأساة للكاتب كارلوس ف.جوتييريس، وقُدمت إلى السينما في عام 2008، وأنتجتها كارلا كالديرون.
- «حب وفاصولياء» وهي قصة تقليدية قُدمت إلى السينما في عام 2009، من إنتاج جواكامايا فيلمز واخراج ماتيو كوداث وإيرنان بيريرا.
- «حظر التجول» ثان فيلم روائي خيالي من نوعية «سينما نوير» لخافيير سواسو ميخيا، والذي يكشف فيه انهيار مجتمع

الهندوراس عقب انقلاب 2009.
- «قليلون هم من لديهم الشجاعة» 2010 والذي استند على عمل ماريو بيريوس «طيور بيت لحم»، من إخراج دوجلاس مارتين وإسماعيل بيفيلاكوا وإنتاج ماريسول سانتوس، إنتاج مشترك بين فيلمارتي والإنتاج السمعي البصري والذي دام عرضه في السينما حتى 12 اسبوعاً.
- «من قال أننا خائفون، انقلاب الهندوراس» فيلم وثائقى طويل عن الانقلاب في الهندوراس، من إنتاج «تركو للإنتاج» واخراج كاتيا لارا.
- «إكسندرا» ثان فيلم روائي للمخرج خوان كارلوس فانكوني والذي عُرض في 56 دور عرض بأمريكا الوسطى وبالتزامن بين شهري أكتوبر وديسمبر من عام 2012.
- «حكايات وأساطير الهندوراس» ثالث فيلم روائي خيالي لخافيير سواسو ميخيا والذي مزج فيه بين عناصر الفلكلور والتشويق، مستنداً إلى قصص إذاعية لخورخى مونتينيجرو، وعُرض في 22 من أكتوبر 2014 في منتصف حملة تسويقية غير مسبوقة في سينما الهندوراس.
- «الجسم الغريب» لخوسيه أ.اولاى
- «الملك الصغير» لفوسي بينديك
- «مخاطر عالية» لرينيه باوك
- «جانب» لإيساو أدوناي
- «حادث الاختطاف الأخير» لخوسيه أ.اولاى
- «الوقت الميت» لخافيير سواسو ميخيا
- «حظر التجول» لخافيير سواسو ميخيا

### أفلام متوسطة الطول
- المسيح موراسان عام 1981، ومعجزة عيد الميلاد عام 1983 لسالفادور لارا.
- مخاطر عالية لرينيه باوك 1985.

### أفلام قصيرة
برز من بين الأفلام القصيرة الوطنية:
- «نستحق سياج» لريخينا أجيلا
- «حياتى المجنونة» لدانييل سيرانو وماريو خيان في عام 2001
- «أشباح الإعصار» تأليف واخراج إليزابيث فيجيروا 2001
- «بعيدة المدى» لكاتيا لارا، وإنتاج تركو للإنتاج
- «تأمين» فيلم قصير لأنخل فونيس
- «أشباح إعصار» قصة المقبرة وقصص الطريق لإليزابيث فيجيروا
- «مقيد بحرية» لمارييلا سابالا
- «ورشة أقنعة» لدارويين ميندوسا
- «الطائرة الورقية» لأنخل مالدونادو
- «72ساعة» لكاتيا لارا
- «ألبيرتو فقط» و«مضئ» لميشيل باروتش ولاورا بيرموديس
- «الإوركسترا التي لقت حتفها في صمت» و«نرجس» للاورا بيرموديس
- «منتظرها» و«أسرار معروفه» لجايمس خوين
- «الحلم من مذكرة» لإسبانو دورون
- «الرجل الأخير» بواسطه صناع«الجماعة»
- «يوم الضوء» لسيسار إيرنانديس

### أفلام الرسوم المتحركة القصيرة
- «فيروس» لعمر كارياس، والذي يُعد أول فيلما للرسوم المتحركة يُصنع بواسطة حاسوب في الهندوراس، وقد فاز بمهرجان إيكاروس بجواتيمالا 2007، كما فاز بالمركز الأول في احتفالية سينما أمريكا الوسطى في فيينا، بالنمسا 2008.
- «العدد الغامض» لإدريان جيرا
- «ألبيرتو فقط» لميشيل باروتش باتشيكو
- «مضئ» لميشيل باروتش باتشيكو

### أفلام وثائقية
- «ألوان نشارة الخشب» و«البجع الرمادي» و«بوصلة برج الحرس» لإليزابيث فيجيروا
- «فترة الحياة» لفرانسيسكو أندينو
- «المستقبل» لأوسكار استرادا
- «احضر لى شريطاً» للويس ايركوليس
- «الخيزران» لباولا رييس، والذي قُدِم على المسرح
- «قلب مفتوح» و«من قال أننا خائفون» لكاتيا لارا
- «تاريخ الروك في الهندوراس» لميشيل بينديك
- «يحيا المجد» لجنيور ألباريس
- «كوسونا» أو «مكان السمك النائم» و«تسيكين» و«أبناء تومان» لجيرالد أجيلار
- «إلى أن جعلنَا المسرح نرى» لرينيه باوك
- «ذرة وكوبال وشمعة» لرينيه باوك وماريو لوبيس

## الممثلين الأكثر شهرة
بالرغم من قلة عدد مُمثلي الهندوراس إلا ان دائما ما وُجد بعض ممن برزوا في هذا المجال، مثل:
- خوسيه سونييجا: اشتُهر بالظهور في أفلام مثل؛ المهمة المستحيلة ج3، الشفق، قسطنطينة، وغيرها.
- إدجار فلوريس: اشتُهر بكونه واحداً من الشخصيات الرئيسية في فيلم «بدون اسم».
- أميريكا فيريرا: اشتُهرت بمشاركتها كبطلة روايات وأفلام ذات شهرة متنوعة في الولايات المتحدة.
- برينا بالينسيا: من أهم أعمالها تقليد صوت بيكولو بالإنجليزية في فيلم الرسوم المتحركة الناجح «كرة التنين زد» وألعاب الفيديو الخاصة به، كما ظهرت أيضاً في حلقة من حلقات الموسم الرابع من السلسلة المشهورة الموتى السائرون.
- رينان ألميندراس: مذيع راديو معروب ب«يراعة الصباح»، واستلم نجمتة الخاصة بممر مشاهير هوليوود لمساهمته في الصناعة الترفيهية.

## مهرجان إيكاروس
مهرجان إيكاروس للسينما والفيديو هو مهرجان يُقام كل عام، حيث يتنافس فيه فنانو أمريكا الوسطى وأخرون عالميون من مختلف الفئات، وتُنظم كل دولة من دول أمريكا الوسطى مهرجان إيكاروس داخلها والفائزون من إيكاروس الهندوراس يُشاركون في إيكاروس الإقليمى الذي يُعقد في جواتيمالا خلال شهر نوفمبر.
وتُعد جامعة فرانسيسكو موراسان الوطنية التربوية هي الممثل الرئيسى للمهرجان في الهندوراس، وبعدها إدارة السينما لوزارة الفنون والثقافة والرياضة في الهندوراس ويُعد المركز الثقافي الأسباني في تيجوسيجالبا في السنوات الأخيرة كعينة لغُرفة عرض للرسوم المتحركة.
ويُقام مهرجان إيكاروس في تيجوسيجالبا بين يومي 19 و22 من أغسطس حيث تٌقام فيه الأنشطة التالية:
- نموذج متنقل للمهرجان الإقليمى لعرض الأعمال الفائزة والمرشحة من العام الماضي.
- مسابقة للمواد السينمائية والتليفزيونية ذات الإنتاج الوطنى.
- ورش عمل ومحادثات أكاديمية تتناول موضوعات تتعلق بالإنتاج السينمائي.

ومن الأفلام التي تم ترشيحها خلال مهرجان الهندوراس عام 2008:
فئة الأفلام الوثائقية لأمريكا الوسطى:
- المستقبل لأوسكار استرادا.
- روك الهندوراس لميشيل بينديك.
- بحذائى ذو الكعب العالي لفيرناندو رييس.

فئة الأفلام الوثائقية التعليمية:
- كوسونا «مكان السمك النائم»، لجيراردو أجيلار.
- الهندوراس تحمل اسم إمرأه لكاتيا لارا.
- استكشاف الهندوراس لأروتو سوسا ومارفن اوريانا.

فئة الأفلام القصيرة:
- الطائرة الورقية لأنخل دايفيد مالدونادو.
- اليوم الأول لأنخل دايفيد مالدونادو.

فئة مقاطع الفيديو:
- فيلكروا لدايفيد استرادا.
- الكلب السعيد لميشيل بينديك.
- أجاب لروجر ريفيرا.

فئة الرسوم المتحركة:
- العدد الغامض لأدريان جيرا.
- جهاز صنع الثلج لهوجو اوتشوا.
- ألبرتو فقط لميشيل باروتش باتشيلو (مع مرتبة الشرف)
- مضئ لميشيل باروتش باتشيلو

## جوائز عالمية
- «لا يوجد أرض بدون مالك» لسامي كافاتي، كان(فرنسا) 2003، ومهرجان تريبيكا- بنيويورك، ومهرجان ساو باولو- بالبرازيل.
- أنيتا صائدة الحشرات لإسبانو دورون، أفضل إنتاج بمهرجان إيكاروس 2003.
- فيروس لعمر كارياس، أفضل فيلم رسوم متحركة قصير بمهرجان إيكاروس 2007، وأيضاً أفضل رسوم متحركة بمهرجان أمريكا الوسطى بفيينا- النمسا 2008.
- اليكسندرا لجي.ك. فانكوني، حاز على جائزة جوري للتفوق في المهرجان ال38 للخيال العلمى ببوسطن- أمريكا، واُختير رسمياً في مهرجان الخيال العلمى بفانتاسبوا- بالبرازيل.

## الدعم الحكومى
تُعد حالياً الهندوراس هي الدولة الوحيدة في أمريكا الوسطى التي ليس لديها قوانين تشريعية لتشجيع الفن السينمائي، فكان يتم دعم بعض المشاريع من قِبل إدارة السينما لوزارة الثقافة والفن والرياضة السابقة في الهندوراس والتي تحولت الآن إلى إدارة الثقافة والفنون. أيضاً يُحافظ المركز الثقافي الأسباني في تيجوسيجالبا على خط دعم الإنتاج السمعي البصري ومعمل الميديا للهندوراس، وذلك كجزء من اتفاقيات التعاون بين إسبانيا والهندوراس.

## سينمائيين الهندوراس

### سامي كافاتي
درس كافاتي فن صناعة السينما في روما في الستينات وأكمل دراسته في الولايات المتحدة الأمريكية أملاً الحصول على منحة دراسية بجامعة سينسيناتي. كما قام بتصوير أفلام وثائقية مثل:
- استقلال الهندوراس 1971
- مياه وحياة وتنمية 1976
- مشروع جوانشياس 1976
- تحت اجوان 1976

ومن بين أفلام وثائقية أخرى كافاتي نصادف: غابات وأخشاب الهندوراس 1977 وقنوات مياه ريفية وصحوة كوكولكان 1977 والمدرسة الوطنية لعلوم الغابات والصحة في الهندوراس عام 1977 ولا يوجد أرض بدون مالك (1984-1996). كما حصل على الجائزة الوطنية «إتسامنا» من المدرسة الوطنية للفنون الجميلة بالهندوراس.

### فوسي بينديك
وُلد بينديك بمُقاطعة اليورو في الهندوراس عام 1941، درس التمثيل والإخراج في روما - إيطاليا بين عامي 1957- 1960 ثم في مدينة نيويورك في 1961. تخصص كافاتي في التمثيل ثم حصل على دورات في الإنتاج والتلفزة في المكسيك في عامي 1962- 1963، وعاد إلى الهندوراس في 1963. كرَس نفسه لأكثر من 20 عامٍ للتدريس بكلية الصحافة بالجامعة الوطنية المستقلة بالهندوراس، كما سعى لتعزيز السينما الوطنية. ويُعتبر كافاتي واحداً من رواد السينما في بلده وكان ممثلاً مٌعتَرفاً به للسينما الوطنية بالخارج ومثَل في أفلام مثل:
- المدينة الفاضلة أو «جثة ممزقة والعالم رأساً على عقب» 1972 للمخرج راؤول رويس ويتم الاحتفاظ بالنسخة الألمانية لهذا الفيلم بمتحف السينما في ميونخ.
- لا يوجد أرض بدون مالك، للمخرج سامى كافاتى1996.
- أيضاً أدى دوراً كاملاً حيث كتب وأنتج وأخرج ومثَل في فيلم الملك الصغير أو«الميرو ميرو» عام 1979 والذي يُعتبر واحداً من الأعمال السينمائية الأولى في الهندوراس، وذلك لمشاركة الفيلم في العديد من مهرجانات السينما في أمريكا اللاتينية.

تلقى بينديك العديد من الجوائز، ومن ضمنها: جائزة «أفضل معلم للعام» من الجامعة الوطنية بالهندوراس، وجائزة وزارة الثقافة والرياضة بالهندوراس، وغيرهم الكثير.

### خافيير سواسو ميخيا
وٌلد ميخيا في 14 يوليو 1967 في تيجوسيجالبا وتمرس في أنشطة فنية مختلفة، انضم في التسعينات إلى فرقة روك شعبية بالهندوراس تُدعى«مثلث حواء». كما قدم العديد من الأفلام الوثائقية والمواقع التجارية للتليفزيون والسينما وأفلام قصيرة مثل:
- الرحلة، إنتاج ورشة مسرح تيجوسيجالبا 1991.
- ألوان ونكهات، أورا للإنتاج الإبداعى 2009.

أفلام روائية:
- الوقت الميت، ألفا للإنتاج 1989.
- حظر التجول، أورا للإنتاج الإبداعى 2011.
- حكايات وأساطير الهندوراس، أسطورة ترفيه ش.م 2014.

### خوان كارلوس فانكوني
وُلد فانكوني في 24 يونيو 1979. حصل على الشهادة الابتدائية من الليسيه فرانكو بالهندوراس، وعقب ذلك درس الاتصالات والدعاية والإعلان بجامعة التكنولوجيا بأمريكا الوسطى بالهندوراس، ويُعد كاتبا ومخرجا لأول فيلم في الهندوراس يُنقل لدور العرض وهو «أرواح منتصف الليل» عام 2002.
ومن أعماله السينمائية والتليفزيونية:
- مُهمة الإرث، 16حلقة (2005).
- معركة عصابة المنزل، 8 حلقات (2007).
- أوربانيكا، الموسم الأول: 38 حلقة، والموسم الثانى: 25 حلقة (2008- 2010).
- سونالكيدا، 8 حلقات (2010).
- منطقة كول، 30 حلقة (2010- 2011).
- الكسندرا (2012).

## وصلات خارجية
- سينما كاتراتشو
- مهرجان إيكاروس
- السجل الرسمي لمهرجان إيكاروس الهندوراس 2008